# Władca Pierścieni: Powrót króla
Władca Pierścieni: Powrót króla (ang. The Lord of the Rings: The Return of the King) – trzeci i ostatni film z trylogii Władca Pierścieni, powstały w koprodukcji kinematografii amerykańskiej i nowozelandzkiej – w reżyserii Petera Jacksona. Światowa premiera filmu odbyła się 17 grudnia 2003 r.
Film jest adaptacją trzeciej części powieści J.R.R. Tolkiena Władca Pierścieni zatytułowanej Powrót króla. Kręcono go w plenerach Nowej Zelandii równocześnie z dwiema pozostałymi częściami trylogii. Poprzednią częścią trylogii był film Dwie wieże.
W 2004 roku film zdobył 11 Oscarów (we wszystkich kategoriach, w których go nominowano). Film otrzymał również 2 MTV Movie Awards w kategoriach Najlepszy Film i Najlepsza Scena Akcji (bitwa na polach Pelennoru). W serwisie Rotten Tomatoes 93% recenzji filmu uznano za pozytywne.

## Fabuła
Źródło: Filmsite
Hobbici Sméagol i Déagol odnajdują Jedyny Pierścień. Pod jego wpływem Sméagol morduje swego kuzyna. Adorowany przez niego Jedyny Pierścień stopniowo niszczy go fizycznie i psychicznie, zmieniając go w Golluma. Wieki później zostaje on przewodnikiem Froda i Sama do Mordoru, by tam mogli zniszczyć Jedyny Pierścień w Górze Przeznaczenia. Przechodząc przez Ephel Dúath, Sam nadal ma złe przeczucia co do tego, dokąd Gollum ich zaprowadzi. Frodo jednak ma pełne zaufanie do stworzenia. Obaj nie wiedzą, że Gollum planuje ich zdradzić i z powrotem przywłaszczyć sobie Jedyny Pierścień.
Gandalf, Aragorn, Legolas i Gimli docierają ze świtą Théodena do przejętego przez enty Isengardu, gdzie jednoczą się z Merrym i Pippinem. Gandalf pozyskuje palantír Sarumana i z resztą udaje się do Edoras świętować zwycięstwo w Helmowym Jarze. Ciekawski Pippin spogląda w palantír, widząc Oko Saurona i płonące drzewo. Gandalf wnioskuje, że Sauron zamierza zaatakować Minas Tirith, stolicę Gondoru. W międzyczasie Arwena podróżuje z kompanią elfów w kierunku Nieśmiertelnych Krain. Podczas podróży ma wizję wspólnego syna jej i Aragorna, co przekonuje ją do powrotu do Rivendell, kosztem jej nieśmiertelności. Przekonuje Elronda, że chce wieść śmiertelne życie i być z Aragornem.
Gandalf udaje się z Pippinem do Minas Tirith, by ostrzec namiestnika Gondoru Denethora, będącego w żałobie po swoim synu Boromirze. Pippin oznajmia, że Boromir zginął ratując mu życie i chce spełnić dług. Wdzięczny Denethor przyjmuje go na służbę. Gandalf ostrzega przed nadchodzącą wojną i prosi Denethora o zapaleniu latarni, aby ostrzec sąsiednie armie. Denethor odmawia, wierząc, że Gandalf zamierza jedynie wykorzystać swoje siły do pokonania armii Mordoru, a następnie zastąpić go Aragornem współpracującym z Rohirrimami. Gandalf obawia się przegranej, ponieważ liczniejszym wojskom Mordoru przewodzi Czarnoksiężnik z Angmaru, wódz Nazgûli i najpotężniejszy sługa Saurona, który dawniej zranił Froda w Wichrowym Czubie, a także wspierają je Haradrimowie i Korsarze z Umbaru. Czarnoksiężnik z Angmaru rusza ze swymi wojskami ze swojej twierdzy Minas Morgul, koło której znajdują się obecnie Gollum z hobbitami.
Osgiliath zostaje podbity przez oddziały orka Gothmoga, komendanta Minas Morgul, a Faramir i jego ludzie są zmuszeni wycofać się. W Minas Tirith na polecenie Gandalfa Pippin zapala gondorskie latarnie, by wezwać pomoc z Rohanu. Wracający do stolicy Faramir informuje ich, że spotkał żywych Froda i Sama. Tymczasem Gollum wrabia Sama w zjedzenie zapasów jedzenia i pragnienie zdobycia Jedynego Pierścienia. Frodo daje się oszukać i każe Samowi wrócić do domu. Faramir otrzymuje rozkaz od Denethora odzyskania Osgiliath. Próba się nie udaje i Faramir doznaje rany zagrażające życiu. Do obozowiska armii Rohanu przybywa Elrond informujący Aragorna, że Arwena odmawiając opuszczenia Śródziemia, umiera od rosnącej siły Saurona. Daje Aragornowi miecz Andúril, przekuty z odłamków Narsila, miecza Elendila i namawia go do objęcia tronu Gondoru. Mówi mu też o przewadze liczebnej Mordoru i proponuje wziąć do pomocy Umarłych z Dunharrow.
Aragorn z Legolasem i Gimlim dociera do Ścieżki Umarłych i obiecuje uwolnić Umarłych z Dunharrow od ich klątwy, jeśli przyjdą z pomocą Gondorowi. Minas Tirith zostaje oblężone przez siły Saurona, które zaczynają przełamywać bramy, a Gandalf próbuje zebrać mniej liczebną armię. W przełęczy Cirith Ungol Gollum, tak jak planował, wpuszcza Froda do jaskini, gdzie żyje gigantyczna pajęczyca Szeloba pożerająca każdą żywą istotę. Zdając sobie sprawę z oszustwa Golluma, Sam wraca do Froda, którego po zrzuceniu Golluma ze skał atakuje Szeloba. Sam rani ciężko Szelobę, jednak Frodo nie daje oznak życia. Sam zamierza dokończyć zadanie przyjaciela. Śledzi orków zabierających ciało Froda i podsłuchując ich, dowiaduje się, że Frodo nie jest martwy, tylko nieprzytomny od jadu Szeloby.
W cytadeli oblężonego Minas Tirith Denethor próbuje spalić na stosie pogrzebowym siebie i nieprzytomnego Faramira, sądząc że stracił i drugiego syna. W ostatniej chwili Gandalfowi i Pippinowi udaje się uratować Faramira. Denethor spostrzega, że Faramir żyje i spowity przez ogień ginie spadając z balkonu. Minas Tirith wydaje się stracone, ale na Pola Pelennoru nadciąga kawaleria Rohanu. Rozpoczyna się zacięta bitwa z orkami, w której walczą także przebrani Éowina i Merry, którzy nie mieli pozwolenia na wzięcie w jej udział. Rohirrimowie odnoszą początkowy sukces, lecz następuje kontratak ze strony Haradrimów na potężnych olifantach, a Czarnoksiężnik z Angmaru śmiertelnie rani Théodena. Do walki z Czarnoksiężnikiem staje Éowina i z pomocą Merry’ego zabija go. Flota Umbaru dociera, lecz na jej czele stoi Aragorn z Legolasen i Gimlim oraz Umarli z Dunharrow, którzy zdziesiątkowali Korsarzy i walnie przyczyniają się do pokonania armii Saurona.
W twierdzy Cirith Ungol, Sam ratuje Froda z rąk orków walczących o jego kolczugę. Obaj ruszają na ostatni etap podróży przez Mordor do Góry Przeznaczenia, aby pozbyć się Jedynego Pierścienia. Aby stworzyć dywersję, Aragorn proponuje, aby zabrać pozostałe siły do Czarnej Bramy Mordoru, aby odciągnąć uwagę orków i Saurona, tak aby Frodo mógł bezpiecznie kontynuować misję. Zjednoczone wojska pod wodzą Aragorna, Gandalfa i Éomera stoją pod Czarną Bramą. Następuje atak Saurona. Gdy Frodo, będąc już w Górze Przeznaczenia, ma wrzucić pierścień, ulega jego wpływowi ku grozie Sama. W tym samym momencie Gollum atakuje Froda i odgryza jego palec z pierścieniem. Gollum cieszy się z odzyskania skarbu i wraz Jedynym Pierścieniem zrzuca się w dół lawy, ginąc. Tym samym Jedyny Pierścień ulega zniszczeniu i Sauron ginie wraz z armią, a jego twierdza rozpada się. Sama i Froda przed lawą ratują orły wspomagające ich sojuszników.
Ocaleni Frodo i Sam spotykają się z Gandalfem, Merrym, Pippinem, Aragornem, Gimlim i Legolasem. Aragorn zostaje korowany na króla Gondoru i żeni się z Arweną, a także składa hołd hobbitom za ich zasługi. Z kolei Faramir i Eowina zostają parą. Hobbity wracają do Shire, gdzie Sam żeni się z Różą Cotton. Cztery lata później Frodo, Sam, Merry i Pippin towarzyszą sędziwemu Bilbo do Szarych Przystani, który wraz z Gandalfem, Elrondem, Galadrielą i Celebornem udaje się do Nieśmiertelnych Krain. Frodo, coraz bardziej odczuwający skutki rany zadanej przez Czarnoksiężnika z Angmaru, decyduje się dołączyć do nich i żegna się z przyjaciółmi. Sam wraca do Róży i ich wspólnych dzieci, zamierzając wypełnić prośbę Froda o dokończenie spisania ich przygód.

## Obsada
| Postać                                         | Aktor                                 |
| ---------------------------------------------- | ------------------------------------- |
| Frodo Baggins                                  | Elijah Wood                           |
| Gandalf                                        | Ian McKellen                          |
| Aragorn                                        | Viggo Mortensen                       |
| Samwise Gamgee                                 | Sean Astin                            |
| Galadriela                                     | Cate Blanchett                        |
| Théoden                                        | Bernard Hill                          |
| Éowina                                         | Miranda Otto                          |
| Éomer                                          | Karl Urban                            |
| Gimli                                          | John Rhys-Davies                      |
| Meriadoc Brandybuck                            | Dominic Monaghan                      |
| Peregrin Tuk                                   | Billy Boyd                            |
| Legolas                                        | Orlando Bloom                         |
| Gamling                                        | Bruce Hopkins                         |
| Elrond                                         | Hugo Weaving                          |
| Arwena                                         | Liv Tyler                             |
| Król Umarłych                                  | Paul Norell                           |
| Bilbo Baggins                                  | Ian Holm                              |
| Gollum                                         | Andy Serkis (głos i motion capture)   |
| Denethor II                                    | John Noble                            |
| Faramir                                        | David Wenham                          |
| Boromir                                        | Sean Bean                             |
| Czarnoksiężnik z Angmaru                       | Lawrence Makoare, Andy Serkis (głos)  |
| Gothmog                                        | Lawrence Makoare, Craig Parker (głos) |
| Sauron                                         | Alan Howard (głos)                    |
| Jedyny Pierścień                               | Alan Howard (głos)                    |
| Drzewiec                                       | John Rhys-Davies (głos)               |
| Déagol                                         | Thomas Robins                         |
| Rzecznik Saurona (tylko w wersji rozszerzonej) | Bruce Spence                          |
| Saruman (tylko w wersji rozszerzonej)          | Christopher Lee                       |
| Gríma (tylko w wersji rozszerzonej)            | Brad Dourif                           |

## Wersja rozszerzona
W wersji rozszerzonej ujęto wiele wątków uprzednio nakręconych, które zostały usunięte w wersji kinowej. Zmiany dotyczą zarówno kilkusekundowych wstawek, jak również rozbudowanych scen.

## Różnice między książką a filmem
- W filmie wiele scen z części drugiej przeniesiono do trzeciej. Są to między innymi rozmowa z Sarumanem w zatopionym Isengardzie, zdrada Golluma i wydanie Froda Szelobie oraz Pippin oglądający Palantír.
- W powieści, gdy hobbici przybywają do Shire, zastają je opanowane przez Sarumana. Frodo, Sam, Merry i Pippin wywołują powstanie, w wyniku którego czarodziej zostaje przepędzony, a następnie zabity przez Grímę (który następnie sam ginie od hobbickich strzał). Cały ten wątek został pominięty w filmie, gdzie Saruman i Gríma giną znacznie wcześniej, już w zrujnowanym Isengardzie (scena, która w powieści była w części drugiej). Grima nie zostaje zabity przez hobbitów, lecz przez Legolasa.
- W filmie Aragorn zabija Posła Saurona. W książce nic takiego się nie dzieje.
- W filmie znacznie rozbudowano rolę komendanta Morgulu, Gothmoga. W powieści był tylko raz wspomniany i nie zostało nawet podane czy był orkiem czy człowiekiem. W filmie jest on orkiem i jeden z głównych antagonistów (obok Saurona, Czarnoksiężnika z Angmaru i Szeloby).
- Filmowy Denethor ma znacznie więcej negatywnych cech niż książkowy. W przeciwieństwie do powieściowego namiestnika, który został opisany jako władca silny i mądry, w filmie został przedstawiony on jako słaby i mierny władca, który bardziej szkodzi Gondorowi niż mu pomaga. Dodatkowo znacznie uwypuklono (zwłaszcza w wersji reżyserskiej) wątek niechęci Denethora do Faramira, który w książce był jedynie lekko zasygnalizowany.
- W filmie znacznie zmieniono scenę śmierci Denethora. W powieści własnowolnie dokonuje on samospalenia. W filmie próbuje spalić siebie i Faramira (którego uważa za martwego), lecz Gandalf i Pippin ratują ich. Jednak Denethor ze złości rzuca się na Pippina. Wtedy koń Gandalfa popycha Denethora w płomienie, a Denethor, ogarnięty i spowity przez nie biegnie przez taras Minas Tirith, rzuca się z niego na Pola Pelennoru i umiera pod wpływem upadku.
- W powieści Théoden umiera, nie wiedząc, że Éowina jest w pobliżu. W filmie to ona towarzyszy mu przy ostatnim tchnieniu, a potem go opłakuje.
- W filmie znacznie rozbudowano rolę Umarłych z Dunharrow. W filmie, gdy Aragorn z Legolasem i Gimlim dociera do tajemniczej budowli we wnętrzu podziemi, pojawiają się zjawy, które ich otaczają. Aragorn żąda od nich dopełnienia przysięgi i rzuca im wyzwanie. W pewnym momencie wszystkie duchy znikają i na trzech wędrowców spada lawina ludzkich czaszek. Udaje im się wydostać na zewnątrz. Gdy widzą na wodach Anduiny statki Korsarzy, pojawia się Król Umarłych, który obiecuje stanąć do walki. Później ukazane jest zdobycie wrogiej floty, a następnie udział Umarłych w Bitwie na polach Pelennoru, gdzie walnie przyczyniają się do pokonania sił Saurona. Po zakończeniu batalii Aragorn pozwala im odejść. W powieści Umarli nie biorą udziału w Bitwie na polach Pelennoru.
- W związku z rozbudowaniem wątku miłości Aragorna i Arweny dodano kolejne sceny których w książce nie było, m.in. scenę, w której Elrond przybywa do obozowiska Rohańczyków, by poinformować Aragorna o umierającej Arwenie.
- W filmie Gollum nastawia Froda przeciw Samowi. W książce nic takiego się nie dzieje.
- W książce Sam daruje życie Gollumowi. W filmie nie ma takiej sceny.
- W filmie rozszerzono scenę spotkania Gandalfa z Czarnoksiężnikiem z Angmaru (pojawia się w wersji reżyserskiej).
- W powieści podczas Bitwy na polach Pellenoru Czarnoksiężnik z Angmaru zrzuca kaptur, bez którego widać jedynie świetliste oczy i koronę. W filmie cały czas nosi w miejscu „głowy” hełm.
- W książce z dwójki hobbitów jedynie Pippin wyrusza wraz z wojskami Rohanu i Gondoru do Mordoru. W filmie zarówno Merry jak i Pippin wyruszają.
- W filmie pominięto wątek uzdrawiających zdolności Aragorna (jako prawowitego dziedzica tronu Gondoru). Scena ta została pokazana w edycji rozszerzonej.
- W filmie całkowicie pominięto postacie Beregonda, Elladana i Elrohira, Imrahila i Ghana-buriego-Ghana.
- W książce Narsil zostaje przekuty jeszcze przed wyruszeniem Drużyny z Rivendell. W filmie Aragorn otrzymuje miecz od Elronda w Dunharrow, tuż przed wyruszeniem na Ścieżkę Umarłych.
- W filmie nie uwzględniono wątku palantíra z Minas Tirith.
- W filmie po tym jak Gollum odgryza palec Frodowi, Frodo mocą przywiązania do jego posiadania postanawia jeszcze go odzyskać, więc rzuca się na Golluma i z nim się o niego szarpie, po czym spadają w przepaść. Frodo łapie się krawędzi i z trudem z pomocą Sama zostaje uratowany przed śmiercią. W książce natomiast Gollum po odgryzieniu palca Frodowi i w ten sposób odzyskując pierścień popada nieroztropnie w euforię zapominając o niebezpieczeństwie miejsca w którym się znajduje, robi o jeden krok za dużo po czym wpada w ognistą czeluść ginąć w niej, niechcący przysługując się sprawie zniszczenia pierścienia.
- W książce Gollum wyrywa palec serdeczny u prawej ręki Froda. W filmie jest to palec wskazujący u jego lewej ręki.
- W filmie całkowicie pominięto istnienie niewolników Mordoru oraz ich los po klęsce Saurona, gdzie otrzymali własny kraj wokół Núrnen.

## Nagrody
Brytyjska Akademia Sztuk Filmowych i Telewizyjnych 2003:
- nagroda dla Najlepszego filmu

76. ceremonia wręczenia Oscarów:
- nagroda Najlepszy film – Barrie M. Osborne, Peter Jackson, Fran Walsh
- nagroda Najlepsza reżyseria – Peter Jackson
- nagroda Najlepszy scenariusz adaptowany – Fran Walsh, Philippa Boyens, Peter Jackson
- nagroda Najlepszy montaż – Jamie Selkirk
- nagroda Najlepsza charakteryzacja – Richard Taylor, Peter King
- nagroda Najlepsza scenografia – Grant Major, Dan Hennah, Alan Lee
- nagroda Najlepsze kostiumy – Ngila Dickson, Richard Taylor
- nagroda Najlepsza muzyka – Howard Shore
- nagroda Najlepsza piosenka – Fran Walsh, Howard Shore, Annie Lennox (Into the West śpiewana przez Annie Lennox)
- nagroda Najlepszy dźwięk – Christopher Boyes, Michael Semanick, Michael Hedges, Hammond Peek
- nagroda Najlepsze efekty specjalne – Jim Rygiel, Joe Letteri, Randall William Cook, Alex Funke

61. ceremonia wręczenia Złotych Globów:
- nagroda Najlepszy Film, Dramat
- nagroda Najlepszy Reżyser – Peter Jackson
- nagroda Najlepsza Muzyka – Howard Shore
- nagroda Najlepsza Piosenka – Howard Shore, Fran Walsh, Annie Lennox

Nagroda Hugo
- nagroda Najlepsza prezentacja dramatyczna (długa forma)[5]